# Аркаро, Эдди
Эдди Аркаро (англ. Eddie Arcaro; 19 февраля 1916 — 14 ноября 1997) — американский жокей, единственный обладатель двух Тройных корон США и победитель наибольшего числа скачек, входящих в неё. В 1958 году включён в Зал славы скачек.

## Ранние годы
Джордж Эдвард Аркаро родился 16 февраля 1916 года в Цинциннати, штат Огайо. В одиннадцатилетнем возрасте он вместе с двумя сёстрами переехал в Саусгейт, штат Кентукки. В старшей школе Аркаро проучился всего один год, после чего устроился тренировать лошадей на Latonia Racetrack.

## Карьера
Первую победу в скачке Эдди Аркаро одержал в 1932 году в Aqua Caliente, не выиграв перед этим ни разу за сотню попыток. К этому моменту ему исполнилось только 15 лет. В следующем году, имея 43 победы, в Новом Орлеане он был лучшим жокеем, но упал на скачке в Washington Park и повредил два ребра. В течение сезона 1934 года Аркаро несколько раз был отстранён Скаковой комиссией Огайо от участия в соревнованиях за грубое поведение на треке. В сезоне 1935 году он смог прийти четвёртым в Кентукском дерби, выступая на этом престижнейшем соревновании впервые. В 1937 году ассоциация The New York Turf Writers назвала Аркаро жокеем года.
В 1938 году Аркаро впервые выиграл скачку, входящую в Тройную корону США — Кентукское дерби, установив новый рекорд трека. А в 1941 году вму покорились все три скачки: Кентукское дерби, Прикнесс и Белмонт. Все победы Аркаро одержал на жеребце по кличке Уирлэвей (англ. Whirlaway).
28 сентября 1942 года действие жокейской лицензии Эдди Аркаро было приостановлено за попытку выбить из седла соперника, Винсента Нордейса, во время скачек Коудина. Дисквалификация продолжалась до 19 сентября 1943 года.
В 1948 году Эдди Аркаро снова выиграл Тройную корону США, выступая на жеребце Ситейшн (англ. Citation). Половину призовых Аркаро передал вдове Алберта Снайдера, предыдущего жокея этого коня, который утонул в начале сезона во время рыбалки.
В течение карьеры Аркаро неоднократно был лидером денежного зачёта. Он возглавлял список самых успешных жокеев США в 1940, 1942, 1948, 1950, 1952 и 1955 годах. К моменту окончания карьеры в 1961 году он принял участие в 24 092 скачках, выиграв 4 779 из них и заработав рекордную сумму призовых в 30 039 543 доллара.

## Окончание карьеры
После окончания спортивной карьеры в 1961 году Эдди Аркаро работал телевизионным комментатором и представителем по связям с общественностью в казино Golden Nugget.

## Личная жизнь
Эдди Аркаро был женат на Рут Аркаро (урождённой Мишкелл). В браке родились дочь Кэролайн и сын Бобби. Аркаро играл в гольф, любил читать, играл на бонго.
Аркаро умер 14 ноября 1997 года у себя дома в Майами, штат Флорида, от рака печени.

## Главные победы
Эдди Аркаро одержал рекордное число побед в скачках Тройной короны — 17. Список его побед в главных скачках США приведён ниже:
- 5 Кентукских дерби
- 6 Прикнесс
- 6 Белмонт
- 8 Suburban Handicaps
- 10 J. Club Gold Cups
- 4 Metropolitans

## Награды
За свою тридцатилетнюю карьеру Эдди Аркаро стал обладателем следующих наград:
- George Woolf Memorial Jockey Award (1953)
- Включён в Зал славы скачек в 1958